# Calliphora morticia
Calliphora morticia este o specie de muște din genul Calliphora, familia Calliphoridae, descrisă de Shannon în anul 1923.
Este endemică în Alaska. Conform Catalogue of Life specia Calliphora morticia nu are subspecii cunoscute.